# Conops szechwanensis
Conops szechwanensis är en tvåvingeart som beskrevs av Camras 1960. Conops szechwanensis ingår i släktet Conops och familjen stekelflugor. Inga underarter finns listade i Catalogue of Life.